# Pompeo Iaquone
Pompeo Iaquone (Sora, 22 settembre 1975) è un tecnico del suono italiano.

## Biografia
Nasce a Sora il 22 settembre 1975, da una famiglia originaria di Atina dove vive fino all'età di 18 anni. Dopo aver conseguito la maturità scientifica, si trasferisce a Roma per intraprendere gli studi universitari in discipline giuridiche. Appassionato di musica, acustica e cinema, frequenta il corso di tecnica del suono presso il Centro sperimentale di cinematografia di Roma, diplomandosi nel 2000 ed assumendo, altresì, l'incarico di assistente del medesimo corso di studi fino all'anno 2002. Successivamente porta a termine il percorso universitario conseguendo la laurea in giurisprudenza presso l'Università degli Studi di Roma "La Sapienza", acquisendo, più tardi, anche l'abilitazione alla professione forense.
Nel 2017 entra a far parte del consiglio direttivo dell'Associazione italiana tecnici del suono, incarico che mantiene fino all'anno 2021. Nell'ambito della sua attività professionale,, viene definito " il Mago della fonìa"  dal quotidiano Il Messaggero, realizza il suono in presa diretta per vari lavori cinematograficie televisivi e tiene incontri sul suono cinematografico in varie scuole ed università italiane, tra cui l'Accademia di belle arti di Frosinone, l'Università degli Studi della Tuscia e l'Università per stranieri di Perugia.

## Filmografia

### Cinema
- Anna, regia di Costanza Quatriglio – cortometraggio (1999)
- Tu la conosci Claudia?, regia di Massimo Venier (2004)
- L'estate del mio primo bacio, regia di Carlo Virzì (2006)
- Ho voglia di te, regia di Luis Prieto (2007)
- Matrimoni e altri disastri, regia di Nina Di Majo (2010)
- La banda dei Babbi Natale, regia di Paolo Genovese (2010)
- Anche se è amore non si vede, regia di Ficarra e Picone (2011)
- Se sei così ti dico sì, regia di Eugenio Cappuccio (2011)
- L'ora legale, regia di Ficarra e Picone (2017)
- Vengo anch'io, regia di Nuzzo e Di Biase (2018)
- The Red Stain, regia di Rodrigo Saavedra – cortometraggio (2018)
- Tensione superficiale, regia di Giovanni Aloi (2019)
- Compromessi sposi, regia di Francesco Miccichè (2019)
- Il signor Diavolo, regia di Pupi Avati (2019)
- Il primo Natale, regia di Ficarra e Picone (2019)
- Lei mi parla ancora, regia di Pupi Avati (2021)
- Anni da cane, regia di Fabio Mollo (2021)
- 2 fantasmi di troppo, regia di Nunzio e Paolo (2021)
- La svolta, regia di Riccardo Antonaroli (2021)
- Dante, regia di Pupi Avati (2022)
- Sposa in rosso, regia di Gianni Costantino (2022)
- Il ritorno, regia di Stefano Chiantini (2022)
- I migliori giorni, regia di Massimiliano Bruno e Edoardo Leo (2023)
- La quattordicesima domenica del tempo ordinario, regia di Pupi Avati (2023)
- I peggiori giorni, regia di Massimiliano Bruno ed Edoardo Leo (2023)
- L'estate più calda, regia di Matteo Pilati (2023)
- La guerra di Cesare, regia di Sergio Scavio (2023)
- Martedì e venerdì, regia di Fabrizio Moro e Alessio de Leonardis (2024)
- L'orto americano, regia di Pupi Avati (2024)
- Ops! È già Natale (A Sudden Case of Christmas), regia di Peter Chelsom (2024)

### Televisione
- Grandi domani – serie TV (2005)
- Lucia, regia di Pasquale Pozzessere – film TV (2005)
- Un matrimonio, regia di Pupi Avati – film TV (2013-2014)
- A casa tutti bene - La serie, regia di Gabriele Muccino – serie TV (2022)
- Un Natale a casa Croce, regia di Pupi Avati – documentario (2024)
- Nato il sei ottobre, regia di Pupi Avati – film TV (2024)

## Programmi TV
- Retromania (2018)